# Gardi
Gardi (nep. गर्दी) – gaun wikas samiti w środkowej części Nepalu w strefie Narajani w dystrykcie Chitwan. Według nepalskiego spisu powszechnego z 2001 roku liczył on 2017 gospodarstw domowych i 10453 mieszkańców (5433 kobiet i 5020 mężczyzn).